# Enrique Gómez Haro
Enrique Gómez Haro (Puebla de los Ángeles, Puebla, 14 de julio de 1877 - ibídem, 9 de febrero de 1956) fue un abogado, periodista, escritor y académico mexicano.

## Semblanza biográfica
Sus padres fueron el músico Eduardo Gómez Morales y Luz Haro Casarín. Realizó sus estudios en su ciudad natal en el Colegio Franco Mexicano, en el Colegio de San Vicente y en el Seminario Palafoxiano. Obtuvo el título de abogado, impartió clases en el Colegio Pío de Artes y Oficios, en la Universidad Católica y en la Escuela Normal Católica. Ejerció su profesión como oficial mayor del Tribunal Supremo de Justicia del Estado de Puebla, como secretario del Ayuntamiento de Puebla, como juez de distrito en Tlaxcala y como abogado consultor de la Cámara de la Industria Textil. 
Como articulista, colaboró para El Amigo de la Verdad, El Clarín de Oriente, La Musa de Atoyac, El Bohemio y La Espiga de Oro, todas ellas publicaciones de Puebla y en la Ciudad de México para El Tiempo, El País, El Nacional, y La Voz de México. Fue miembro correspondiente de la Sociedad Mexicana de Geografía y Estadística y de la Academia Mexicana de la Lengua, asimismo fue miembro de la Academia Internacional de Historia de las Ciencias de París.

## Obras publicadas
- El episcopado y la civilización en Puebla (1907)
- Algunos versos (1908)
- Poblanos ilustres: apuntes para un diccionario biográfico (1910)
- Puebla en la guerra de independencia (1910)
- Por España (1915)
- Puebla y la bella literatura
- Puebla, cuna de la independencia mexicana: Francisco Pablo Vázquez, primer diplomático mexicano
- El clero y la independencia mexicana
- Lo que Puebla debe a los españoles
- Para la historia de Puebla: episodios desconocidos hasta hoy
- Contingente de Puebla al caudal de la literatura patria
- La música en Puebla
- El venerable don Juan de Palafox y Mendoza: bienhechor de Puebla y de los indios (1940)
- Existencia legal de los seminarios lo que han sido para México (1944)
- Lirio de Puebla (1947)
- Hablan las calles: colección de artículos publicados en el Sol de Puebla  (1951)